# 동두천중앙역
동두천중앙역(東豆川中央驛, Dongducheon Jungang station) 또는 신한대 제2캠퍼스역은 경기도 동두천시 생연동에 있는 수도권 전철 1호선의 철도역이다. 동두천시의 중심 시가지에 위치하고 있다. 지행역과는 1km 정도 떨어져 있어 비교적 가까운 편으로, 승강장의 끝에서 지행역을 볼 수 있을 정도이다.

## 역명
개업 때부터 1984년까지 어수동(御水洞), 1984년부터 2006년 12월 15일까지는 동두천(東豆川)이라는 역명으로 영업하였으나, 1호선의 소요산 연장에 맞추어 역명을 동두천중앙으로 변경하고, 동두천역이라는 이름은 1984년 이전에 동두천역이라는 역명을 쓰던 동안역이 다시 쓰게 되었다.

## 역사
- 1954년 : 어수동역 설치 계획 등장[1]
- 1955년 2월 1일 : 어수동역(御水洞驛)으로 영업 개시[2]
- 1969년 10월 1일 : 배치간이역에서 보통역으로 승격[3]
- 1983년 12월 9일 : 구 역사 신축 준공
- 1984년 2월 10일 : 동두천역(東豆川驛)으로 역명 변경
- 1997년 10월 1일 : 소화물 취급 중지
- 2005년 9월 13일 : 현 역사 준공, 업무 개시[4]
- 2006년 12월 15일 : 동두천중앙역(東豆川中央驛)으로 역명 변경[5], 수도권 전철 1호선 연장 운행 개시와 동시에 일반여객(통근열차) 취급 중지
- 2007년 12월 15일 : 운전간이역에서 보통역으로 승격(이후 배치간이역으로 격하)
- 2009년 12월 1일 : 철도승차권 단말기 철거
- 2012년 3월 1일 : 부기역명을 한북대에서 신한대제2캠퍼스로 변경
- 2020년 1월 1일 : 부기역명 삭제

## 역 구조
2면 4선의 쌍섬식 승강장이다. 출구는 4개이며, 스크린도어가 설치되어 있다.

### 선로/승강장
| ↑지행           |
| ４３ \| ２１ \| |
| 보산↓           |

#### 선로(왼쪽에서부터 1번)
| 1 | 미사용              | 하행 |
| 2 | ● 수도권 전철 1호선 | 하행 |
| 3 | ● 수도권 전철 1호선 | 상행 |
| 4 | 미사용              | 상행 |

#### 승강장
| 1 | ● 수도권 전철 1호선 | 사용하지 않음                                   |
| 2 | ● 수도권 전철 1호선 | 동두천 · 소요산 · 연천 방면 (일반, 급행)        |
| 3 | ● 수도권 전철 1호선 | 광운대 · 청량리 · 구로 · 인천 방면 (일반, 급행) |
| 4 | ● 수도권 전철 1호선 | 사용하지 않음                                   |

 이 역은 동두천과 광운대간 급행열차가 정차한다. 출근시간 동두천방면은 2회 인천방면은 3회 급행정차한다.

## 역 주변
- 불현동 행정복지센터
- 생연초등학교
- 동두천시청
- 동두천시의회
- 생연1동 행정복지센터
- 신한대학교 연수원
- 어등산 레포츠 공원
- 동두천종합운동장
- 생연2동 행정복지센터
- 사동초등학교
- 중앙시장
- 중앙동 행정복지센터
- 동두천초등학교
- 동두천중학교
- 동두천고등학교
- 동두천여자중학교
- 한국문화영상고등학교(舊 동두천정보산업고등학교)
- 동두천시민회관
- 동두천시립도서관
- 상패동 행정복지센터
- 신한대학교

## 이용객 변동
2006년 자료는 개통일인 2006년 12월 15일부터 12월 31일까지인 17일 기준으로 환산한 것이다.
| 노선  | 노선 | 일평균 인원수 (명/일) | 일평균 인원수 (명/일) | 일평균 인원수 (명/일) | 일평균 인원수 (명/일) | 일평균 인원수 (명/일) | 일평균 인원수 (명/일) | 일평균 인원수 (명/일) | 일평균 인원수 (명/일) | 일평균 인원수 (명/일) | 일평균 인원수 (명/일) | 각주                  | 각주                  | 각주  |
| 노선  | 노선 | 2000년                | 2001년                | 2002년                | 2003년                | 2004년                | 2005년                | 2006년                | 2007년                | 2008년                | 2009년                | 각주                  | 각주                  | 각주  |
| ----- | ---- | --------------------- | --------------------- | --------------------- | --------------------- | --------------------- | --------------------- | --------------------- | --------------------- | --------------------- | --------------------- | --------------------- | --------------------- | ----- |
| 1호선 | 승차 | 미개통                | 미개통                | 미개통                | 미개통                | 미개통                | 미개통                | 2,661                 | 3,309                 | 3,707                 | 3,841                 | [ 6 ]                 | [ 6 ]                 | [ 6 ] |
| 1호선 | 하차 | 미개통                | 미개통                | 미개통                | 미개통                | 미개통                | 미개통                | 2,901                 | 3,398                 | 3,754                 | 3,822                 | [ 6 ]                 | [ 6 ]                 | [ 6 ] |
| 노선  | 노선 | 일평균 인원수 (명/일) | 일평균 인원수 (명/일) | 일평균 인원수 (명/일) | 일평균 인원수 (명/일) | 일평균 인원수 (명/일) | 일평균 인원수 (명/일) | 일평균 인원수 (명/일) | 일평균 인원수 (명/일) | 일평균 인원수 (명/일) | 일평균 인원수 (명/일) | 일평균 인원수 (명/일) | 일평균 인원수 (명/일) | 각주  |
| 노선  | 노선 | 2010년                | 2011년                | 2012년                | 2013년                | 2014년                | 2015년                | 2016년                | 2017년                | 2018년                | 2019년                | 2020년                | 2021년                | 각주  |
| 1호선 | 승차 | 3,989                 | 4,372                 | 4,433                 | 4,542                 | 4,541                 | 4,117                 | 4,037                 | 4,020                 | 3,840                 | 3,823                 | 2,647                 | 2,669                 | [ 6 ] |
| 1호선 | 하차 | 3,931                 | 4,302                 | 4,359                 | 4,478                 | 4,437                 | 4,002                 | 3,888                 | 3,854                 | 3,711                 | 3,710                 | 2,589                 | 2,617                 | [ 6 ] |

## 사고
2014년 3월 16일 오전 9시 22분께 소요산역을 출발, 동두천중앙역으로 가던 전동차가 탈선하였다. 이 열차는 동두천중앙역에 진입하기 100ｍ 전 앞쪽 2번째 칸 왼쪽 뒷바퀴 1개가 선로를 벗어나며 사고가 났다. 인명피해는 없는 것으로 알려졌다. 사고 차량은 낮 12시 47분에 복구가 돼 차량기지로 옮겨졌다. 복구작업과 선로점검을 하느라 동두천역∼동두천중앙역~지행역 6.5km 구간 상행선 선로를 이용하지 못해 이 구간 열차 운행은 4시간여 동안 하행선 선로로 이뤄졌다.

## 인접한 역
| 경원선             | 경원선                               | 경원선                         |
| ------------------ | ------------------------------------ | ------------------------------ |
| 102 보산 연천 방면 | ● 수도권 전철 1호선 경원-경인선 완행 | 104 지행 인천 방면             |
| 101 동두천 방면    | ● 수도권 전철 1호선 경원선 급행      | 104 지행 인천 방면 광운대 방면 |